# Wiñaypacha
Wiñaypacha (en aimara: Eternidad) es una película dramática peruana de 2017 dirigida por Óscar Catacora, primera además en ser hablada en aymara. La cinta fue elegida para representar al Perú en la 91° edición de los Premios Óscar en la categoría Mejor película de habla no inglesa, pero no fue nominada.

## Sinopsis

Apu Allincapac, montaña donde se filmó la película.

La película narra la historia de una pareja de ancianos, Willka y Phaxsi, que mantienen sus costumbres religiosas y que, debido a la migración de su único hijo, quedan en el abandono. Aun así, no pierden la esperanza de que él regrese, algún día.

## Reparto
- Vicente Catacora - Willka
- Rosa Nina - Phaxsi

## Producción
Para el director, la película lleva mucho de su propia experiencia:
“Se basa en mi vida en el pasado con mis abuelos, veía la ausencia de mis papás y de sus otros hijos, mis tíos que viven en Lima, que pocas veces los visitaron; veía su nostalgia. Y ese abandono sigue ocurriendo porque muchos jóvenes dejan su lugar”.
La película recibió un estimulo de parte de Dirección del Audiovisual, la Fonografía y los Nuevos Medios (DAFO) en 2013 y se rodó durante 5 semanas en el nevado Allincapac, distrito de Macusani, a 5.000 metros sobre el nivel del mar. Los protagonistas Rosa Nina y Vicente Catacora son aimara-hablantes.

## Estreno
Wiñaypacha se estrenó los días 5 y 10 de agosto del 2017 en la 21 edición del Festival de Cine de Lima, presentada en la muestra paralela "Hecho en el Perú".
La película tuvo su estreno a nivel nacional el 19 de abril de 2018 en salas comerciales de Puno, Juliaca, Cusco, Arequipa, Huancayo y Lima, donde permaneció en cartelera durante cinco semanas. En su tercera semana, recibió a 20 mil espectadores.
Wiñaypacha fue incluida en la programación de Prime Video en agosto de 2020 y fue incorporada al catalogo de Netflix el 9 de noviembre de 2021.

## Premios
| Año  | Evento                          | Categoría              | Destinatario     | Resultado | Ref.   |
| ---- | ------------------------------- | ---------------------- | ---------------- | --------- | ------ |
| 2018 | Festival de Cine de Guadalajara | Premio FEISAL          |                  | Ganador   | [ 11 ] |
| 2018 | Festival de Cine de Guadalajara | Mejor ópera prima      |                  | Ganador   | [ 11 ] |
| 2018 | Festival de Cine de Guadalajara | Mejor fotografía       | Óscar Catacora   | Ganador   | [ 11 ] |
| 2019 | Premios APRECI                  | Mejor película peruana |                  | Ganador   | [ 12 ] |
| 2019 | Premios APRECI                  | Mejor guion            | Óscar Catacora   | Ganador   | [ 12 ] |
| 2019 | Premios APRECI                  | Mejor actor            | Vicente Catacora | Ganador   | [ 12 ] |
| 2019 | Premios APRECI                  | Mejor actriz           | Rosa Nina        | Nominada  | [ 12 ] |